# Harry Webster

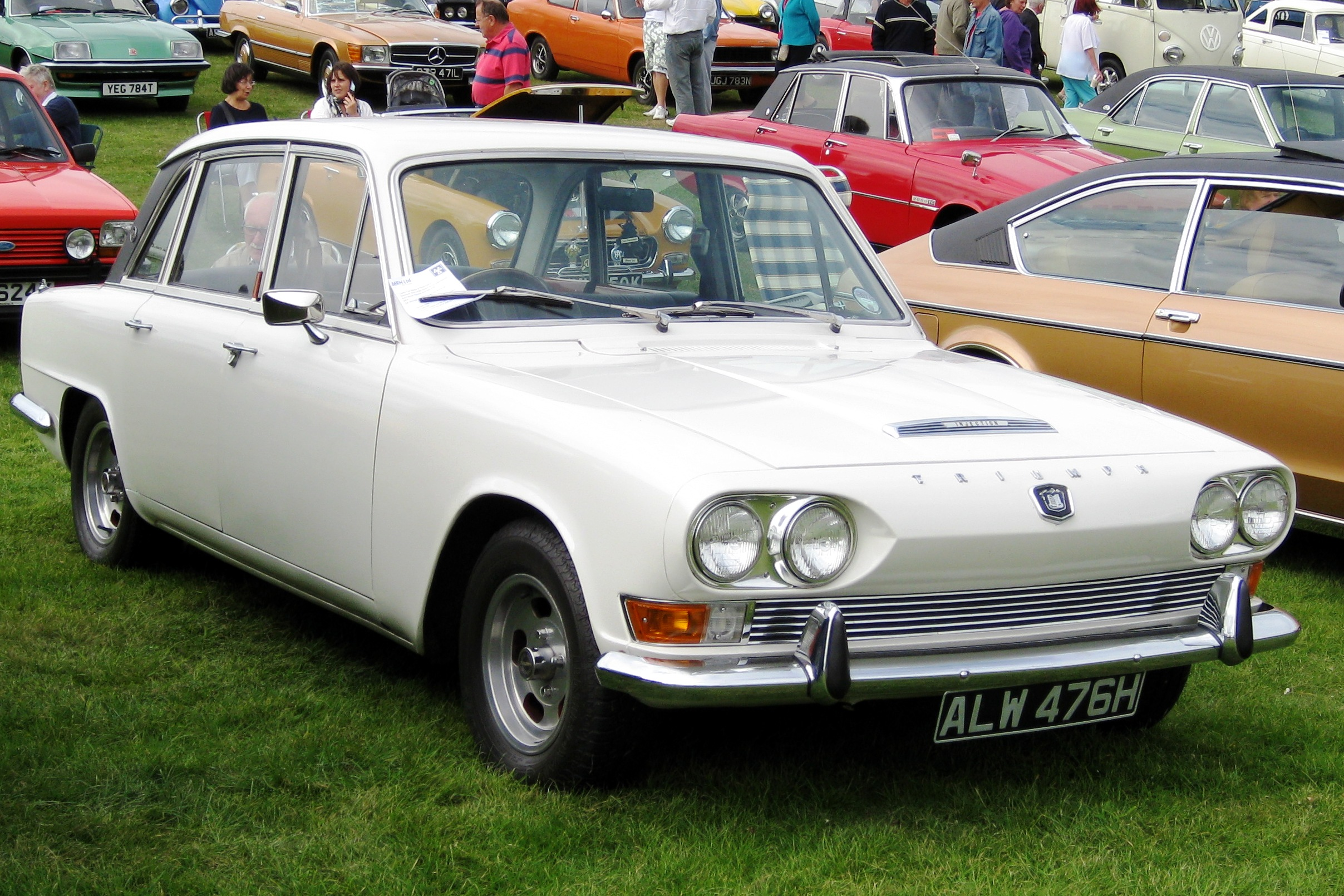
Harry Webster ledde utvecklingen av Triumph 2000.

Harry Webster, född 27 maj 1917, död 6 februari 2007, var en brittisk fordonsingenjör som utvecklade en rad Triumphbilar på 1950- och 1960-talet. Han var en av ledande ingenjörerna inom den brittiska fordonsindustrin under 1960-talet.
Webster började efter studier på Coventry Technical College arbeta på Standard Motor Company 1932 som lärling. Under andra världskriget arbetade han på bolagets flygplansdivision men efter kriget gick han tillbaka till chassiutvecklingen på bilsidan. När Standard köpte Triumph 1946 kom Webster att bidra till Triumphs uppsving som märke under 1950-talet och han utsågs till teknisk chef på Standard-Triumph 1957. Webster var bland annat den som ledde utvecklingsarbetet med TR-sportbilarna med modeller som TR2, TR3, TR4 och TR5.
Det var också Webster som upptäckte och engagerade Giovanni Michelotti som formgivare för modeller som Herald, Vitesse, Spitfire, 2000 och Stag och de hade ett nära samarbete under många år. Webster utmärkte sig med att utveckla en rad framgångsrika modeller trots mindre budget än konkurrenter som Ford, Vauxhall Motors, British Motor Corporation och Rootes. 1967 utsågs han till efterträdare till Alec Issigonis och 1969 utsågs han till teknisk direktör på Austin Morris Division på British Leyland Motor Corporation. Webster blev CBE 1974 och samma år lämnade han British Leyland och började arbetade för Automotive Products.